# Лінь Сень
Лінь Сень (кит.: 林森; піньїнь: Lín Sēn; 16 березня 1868 — 1 серпня 1943) — китайський державний і політичний діяч, голова Національного уряду Китайської Республіки від 1931 року до самої своєї смерті.

## Життєпис
Народився в родині представників середнього класу в провінції Фуцзянь. Навчався в американських місіонерів. 1884 року працював у телеграфному бюро в Тайбеї (Тайвань). Після першої японсько-китайської війни приєднався до партизанських акцій проти японських окупантів. Після того повернувся на континент, де 1902 року влаштувався на роботу до Шанхайського митного управління. Пізніше жив на Гаваях та в Сан-Франциско.
Там 1905 року Лінь Сень вступив до лав організації Тунменхой і став одним із засновників Гоміньдану. Під час Синьхайської революції керував повстанням у Цзянсі. Після цього отримав пост спікера Сенату в Національній асамблеї Республіки Китай. Після поразки Другої революції проти влади президента Юань Шикая Лінь Сень разом із Сунь Ятсеном був змушений тікати до Японії, де приєднався до Китайської революційної партії. Був відряджений до Сполучених Штатів, щоб зібрати кошти від місцевих осередків партії. 1917 року вирушив із Сунь Ятсеном до Гуанчжоу, де взяв участь у Русі на захист Конституції. Коли владу в Асамблеї захопив Бейянський уряд, Лінь Сень залишився з Сунь Ятсеном, згодом отримавши пост губернатора Фуцзяні.
Лінь Сень був членом правої групи Вестерн Гіллс, що базувалась у Шанхаї. Ту організацію було створено в Пекіні невдовзі після смерті Сунь Ятсена 1925 року. Члени групи закликали з'їзд партії вигнати комуністів і проголосити соціалістичну революцію КПК несумісною з національною революцією Гоміньдану. 1927 року вони підтримали масове знищення комуністів Чан Кайші. Тим часом Лінь Сень став лідером групи Вестерн Гіллс і після падіння Бейянського уряду здійснив світове турне.
Арешт відомого революційного діяча Ху Ханьміня 1931 року за наказом Чан Кайші спричинив бурхливу реакцію всередині парті та серед військовиків. Лінь Сень та інші партійні лідери зажадали відставки Чан Кайші. Лише вторгнення японців до Маньчжурії завадило тому, щоб спалахнула нова громадянська війна, а Чан Кайші пішов у відставку 15 грудня. Лінь Сень зайняв пост голови Національного уряду (фактично — президента республіки). Він мав значний вплив і повагу серед партійного керівництва. Лінь Сень ніколи не використовував президентський палац, де продовжував проживати Чан Кайші, натомість новий очільник держави віддав перевагу будинку, що розташовувався поряд із мавзолеєм Сунь Ятсена. Проте вплив Чан Кайші почав відновлюватись після шанхайської битви 1932 року, коли партійні діячі усвідомили його корисність.
Невдовзі після приходу до влади Лінь Сень здійснив тривалу подорож, під час якої відвідав Філіппіни, Австралію, США, Велику Британію, Німеччину та Францію. Він здійснював візити до представництв китайської діаспори, а також до місцевих організацій Гоміньдану. Та поїздка стала першим офіційним візитом голови держави Китаю до інших країн.
1934 року журнал TIME назвав його «маріонетковим президентом Лінем», оскільки за номінального правління Лінь Сеня, Чан Кайші все ж мав реальну владу в країні.
Незважаючи на низький вплив Лінь Сеня на державну політику, він мав значну повагу як публічний діяч і державний лідер, який перебував над політикою. Відсутність у нього політичних амбіцій, корумпованості й непотизму було надзвичайно рідкісною рисою для китайського політичного істеблішменту. Він намагався підтримувати стабільність у своєму кабінеті в той час, коли інші державні інституції перебували в хаосі.
Будучи вдівцем, Лінь Сень пропагував моногамію та боровся з конкубінатом, що 1935 року став кримінальним злочином. Також він закликав до мирного розв'язання інциденту з викраденням Чан Кайші під час Сіаньського інциденту. Окрім того, Лінь Сень наголошував на необхідності національної єдності, зважаючи на те, що відносини з Японією знову погіршились.
Коли в 1937 спалахнула друга японсько-китайська війна, Лінь Сень виїхав до військової столиці — міста Чунцін. Він легалізував ведення партизанської війни, втім то було лише формальністю, оскільки така практика вже набула значного поширення. Лінь Сень відкинув усі пропозиції щодо співпраці з японським ляльковим урядом на чолі з Ван Цзіньвеєм.
10 березня 1943 авто, в якому їхав Лінь Сень, потрапило в аварію. За два дні, під час зустрічі з канадською делегацією, він зазнав інсульту. Перебуваючи в лікарні, він закликав включити Тайвань до повоєнного врегулювання; таким чином положення про Тайвань було включено до Каїрської декларації.
Помер 1 серпня 1943 в 76-річному віці. Він перебував на посту голови держави Республіки Китай найдовше, коли територія країни охоплювала континентальний Китай. За кілька годин після смерті Лінь Сеня центральний виконавчий комітет обрав новим головою Національного уряду Чан Кайші. Усі повноваження, яких не мав Лінь Сень було відновлено для Чан Кайші.